# モンマス
モンマス（英: Monmouth、[ˈmɒnməθ] MON-məth）は、ウェールズ南東の町。モンマスシャーの一部であり、国会議員選挙区の一つである。
モノウ川とワイ川の合流地点にあたり、イングランドとの境から3キロメートル足らず、カーディフから北東に約58キロメートル、ロンドンから西に約204キロメートルの所に位置する。
かつてはブルスティアムというブリタンニア時代の小さな砦があり、1067年以降にノルマン人がモンマス城を築いてから後、町が形成された。モノウ橋という中世の石造りの橋は、同じ様式の橋としてはイギリスで唯一現存するものである。モンマス城は後にランカスター朝のものとなり、1387年にはヘンリー5世生誕の地となった。1536年にモンマスはモンマスシャーの首府 (county town) となった。
モンマスはのちにワイ渓谷の中心地として観光名所となり、また市場町ともなった。現在のモンマスは、周辺の田園地帯にとって買物とサービス業の中心地であり、教育と文化活動の拠点として機能している。またA40ロードでニューポートと接続し、M50モーターウェイでロス＝オン＝ワイと接続する。

## 地名の由来
"Monmouth" の名は、"Monnow-mouth"（モノウの口）を縮約したものである。モノウ川の "Monnow" は、ウェールズ語の "Mynwy"（おそらく元は「速い水流」の意）がアングロサクソン風に変化したものである。またウェールズ語では、元々「モノウの口」を意味する "Abermynwy" と呼ばれたが、17世紀までには「モノウの町」を意味する "Trefynwy"（Mynwy の頭の m が子音弱化して f に転じた）となった。

## 歴史
モンマス考古学会がモノウ・ストリート沿いに行なった発掘調査によって、町ができた頃に関する多くの知見が得られている。イギリス考古学評議会は、モンマスを考古学上イギリスで十指に入る町としている。

### 古代ローマ時代
モンマスの最初の定住者として知られるのは、ブルスティアムに築かれた小さな砦の古代ローマ軍である。この砦は、ローマ支配の最前線上に築かれた軍事拠点の網の目の一つであり、ローマ街道によって、より大規模なローマ都市のグルビューム（グロスター）とイスカ・オーガスタ（カーリーアン）に通じていた。考古学者たちは現在の町の中心部で、古代ローマの陶器とコインを発見している。ローマン・ブリテン時代の後期、2-4世紀の終わりにかけてモンマスは、近傍のゴバミアム（アバーガベニー）とアリコニアム（ロス＝オン＝ワイ近く）と同じく、鉄鉱石と木炭を使った鉄鋼生産の中心地となっていたようである。

### 中世

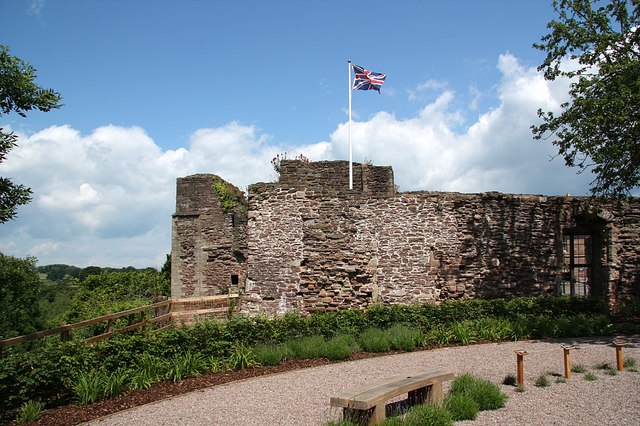
モンマス城。一部は現在も連隊本部および博物館として使われている。

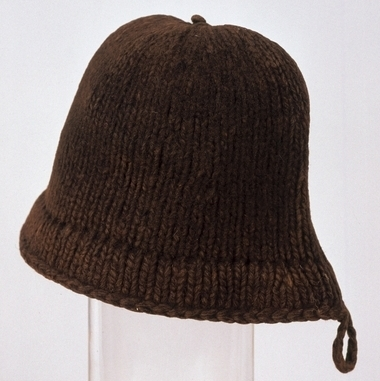
モンマス帽のオリジナルとして唯一現存する16世紀の帽子。モンマス博物館で展示されている。

古代ローマの支配が終わると、この地域はウェールズの Ergyng 王国 (en) の南端となった。モンマスで定住が続いたことの唯一の証拠は、7世紀にあったという教会の記録である。この教会が町のどこにあったかは分からないが、ウェールズの聖人 Cadoc (en) に捧げられたものだった。1056年、この一帯はウェールズの王子 Gruffydd ap Llywelyn (en) によって蹂躙された。彼はウェールズ人・サクソン人・デーン人の軍を率いてヘレフォード伯ラルフ・ザ・ティミッドを破り、北方29キロメートルのヘレフォードにあるサクソン人の町を略奪した。
1066年のノルマン・コンクエストの後、ヘレフォード伯爵領はノルマンディー・ブルタイユのウイリアム・フィッツオズベルンに与えられた。彼はウィリアム1世にとって最も忠実な同盟者の一人であり、この一帯をウェールズ人から防衛した功労者だった。新たにモンマス城が建てられたが、これにより堅固な拠点から周辺地域へ眼を光らせ、また農作物・木材・鉱産物といったこの地域の重要資源や渡河行動を統制することが可能になった。当初の城はモット・アンド・ベーリーで造られたようだが、後に石造りとなり、時代を経て補強・拡張されていった。町は周辺へと広がってゆき、1075年頃にはベネディクト会の小修道院 (priory) が設立されたが、これはウイリアム・フィッツオズベルンの息子 Roger de Breteuil (en) が失脚した後にモンマスの領主となったブルトン人の Withenoc (en) によるものである。1100年頃に生まれ『ブリタニア列王史』を著したことで最も知られる修道士ジェフリー・オブ・モンマスは、この小修道院で暮らしたことがあるかも知れない。
モンマスはドゥームズデイ・ブックに記録されており、それ以降も発展を続けた。モノウ・ストリート沿いに初期の自治邑土地保有態様が発達し、川の西側、オーバーモノウの郊外が12世紀には発達し始めた。その頃の証文類には、町における鉄の取引、鉄鉱石と木炭を使った鍛冶場の存在が記されている。鍛冶場からは大量の燃え殻が出され、それらは建物の基礎に使われた。オーバーモノウのシンダーヒル・ストリート (Cinderhill Street) の名は、この頃につけられたものである。
ヘンリー3世およびその支持者たちと、王の権力を減じようとした貴族たちとの間で騒乱が起こった時期、モンマスはモンマスの戦い（1233年）の主戦場になった。この戦いで、ペンブルック伯リチャード・マーシャル (第3代ペンブルック伯)の部隊が王の軍勢を破っている。その後、ヘンリーの息子であるエドマンド・クラウチバックは、1267年にランカスター伯となったのちに城を拡張している。1300年頃には市壁 (town walls) が築かれ、モノウ橋が要塞化された。この橋は現存して今は歩行者道となっているが、要塞化された橋としてはイギリスで唯一の例であり、同様の橋はヨーロッパでも 3 例しかないと言われている。
エドワード2世は、妻のイザベラとその愛人のマーチ伯ロジャー・モーティマーによって廃位された後、短期間モンマス城に幽閉されたことがある。14世紀半ば、ジョン・オブ・ゴーントとブランシュ・オブ・ランカスターの結婚により、城と町はランカスター家のものとなった。ジョン・オブ・ゴーントは城を補強し、グレート・ホールを付け加え、この城はランカスター家お気に入りの居城となった。1387年、メアリー・ド・ブーンがジョン・オブ・ゴーントの孫を産んだ。それは父親のヘンリー4世が近くへ狩猟に行っている間、モンマス城の門楼にある女王の間でのことだった。この王子はヘンリー・オブ・モンマスと呼ばれたのち、ヘンリー5世として王位に就いた。彼は1415年のアジャンクールの戦いを、モンマスの長弓兵たちの助けを得て勝利した。モンマスとヘンリーの縁は、町で第一のタウン・スクエアとなるアジンコート・スクエアの名で、またシャイア・ホール正面のヘンリー像で記念されている。
14世紀以降、モンマスはウール製モンマス帽の生産で知られるようになった。しかし国境近くの町として、アースク（プス・メリンの戦い）やグロスモントといった周辺地域が1405年頃オーウェン・グリンデュアの同調者によって攻撃されて荒らされ（グリンデュアの蜂起）、モンマスの繁栄に影が差すこともあったが、モンマス自身が攻撃を受けることは無かった。

### 中世以降

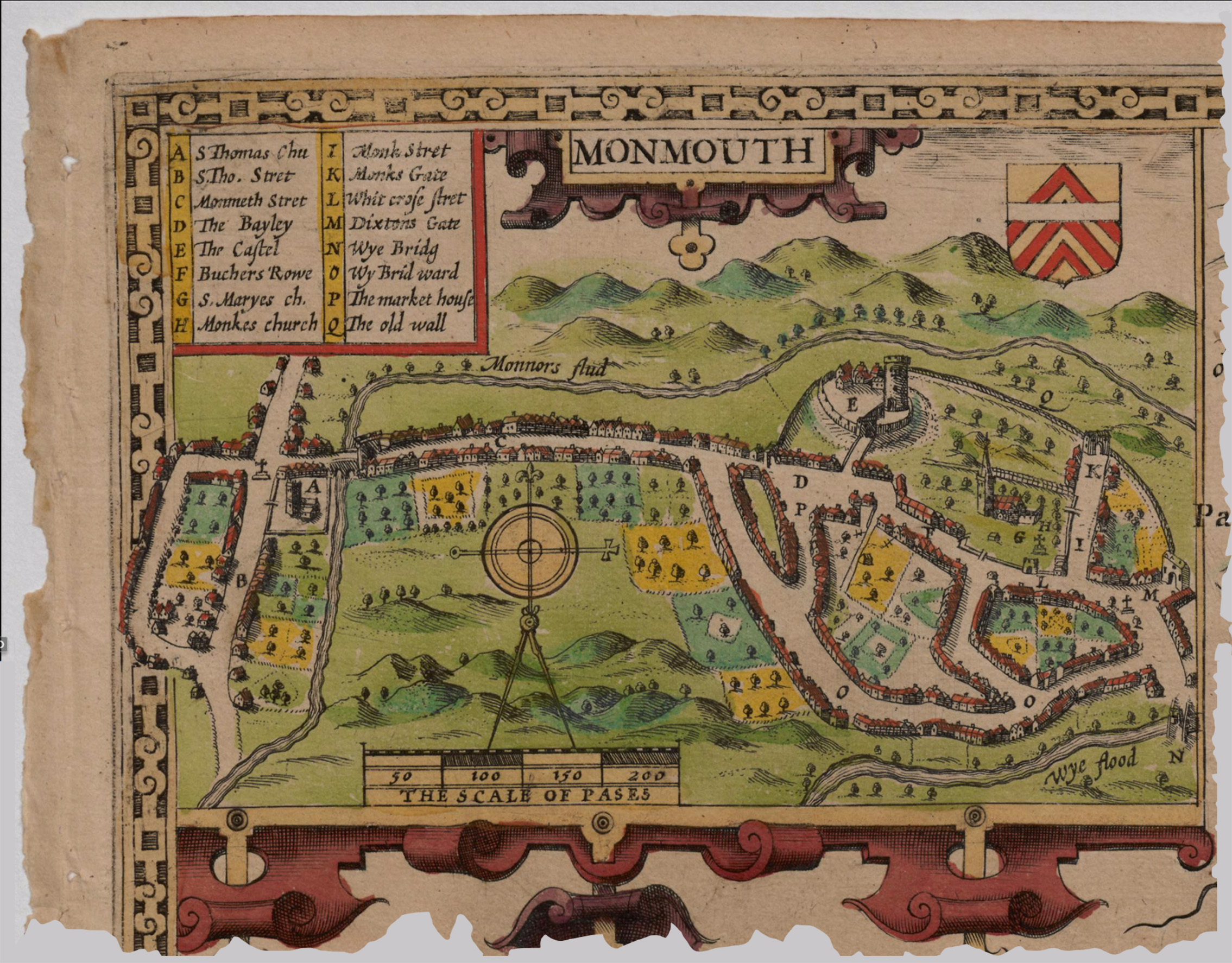
ジョン・スピードが描いた1610年のモンマスの地図。

1536年、ヘンリー8世は Laws in Wales Acts (en) を課した。これにより、国境付近の領主たち（Marcher Lords (en)）の権限は廃され、イングランドおよびウェールズの統治は一元化された。西グロスタシャーとヘレフォードシャーを包括する新しいシャイアが制定され、モンマスはその首府 (county town) となった。同時にモンマスはイングランド議会に議席を得て、修道院解散令により小修道院は解散させられた。1605年、ジェームズ1世は特許状によってモンマスに町としての地位を認めた。そこには次のような申し付けがある。「これより末永く … 平和かつ平穏な町とバラを、模範たる、悪を遠ざけ善に報いる地に保て。」ジョン・スピードが1610年に製作した地図に描かれる、モンマス城から目抜き通りのモノウ・ストリートが伸びて橋に至る明確な中心線を持った町のレイアウトは、現代の住人にも容易に認識できるものだろう。モノウ・ストリートは典型的な市場通りであり、中頃は道幅が広く（ここで売買が行なわれる）、両端は家畜が逃げ出さないよう狭くなっている。
モンマス・スクールは1614年にウィリアム・ジョーンズが設立した。モンマス城はイングランド内戦の間に三度持ち主が変わり、オリバー・クロムウェルは1648年にチェプストウ城を奪い返しペムブローク城を包囲する途上で、この城に立ち寄っている。内戦が終わるとモンマス城は破却されたが、町は繁栄を続けた。1673年に建てられたグレート・カッスル・ハウスは現在、イギリス陸軍最古の連隊であるモンマスシャー王立工兵連隊の本部になっている。シャイア・ホールは1724年に建てられ、地方裁判所として、また建物の下の部分は店舗 (town market) として使われていた。
18世紀末には、モンマスは「ワイ・ツアー」を愉しむ観光客が集まる中心地となっていた。これはロス＝オン＝ワイ、グッドリッチ, ティンターン, チェプストウその他の美しい名所が揃った、「ピクチャレスク」で知られる風光明媚なワイ渓谷を船で周遊するというものだった。詩人のウィリアム・ワーズワース、サミュエル・テイラー・コールリッジ、ロバート・サウジー、画家のジョゼフ・マロード・ウィリアム・ターナーもこの一帯を訪れている。

### 19世紀以降

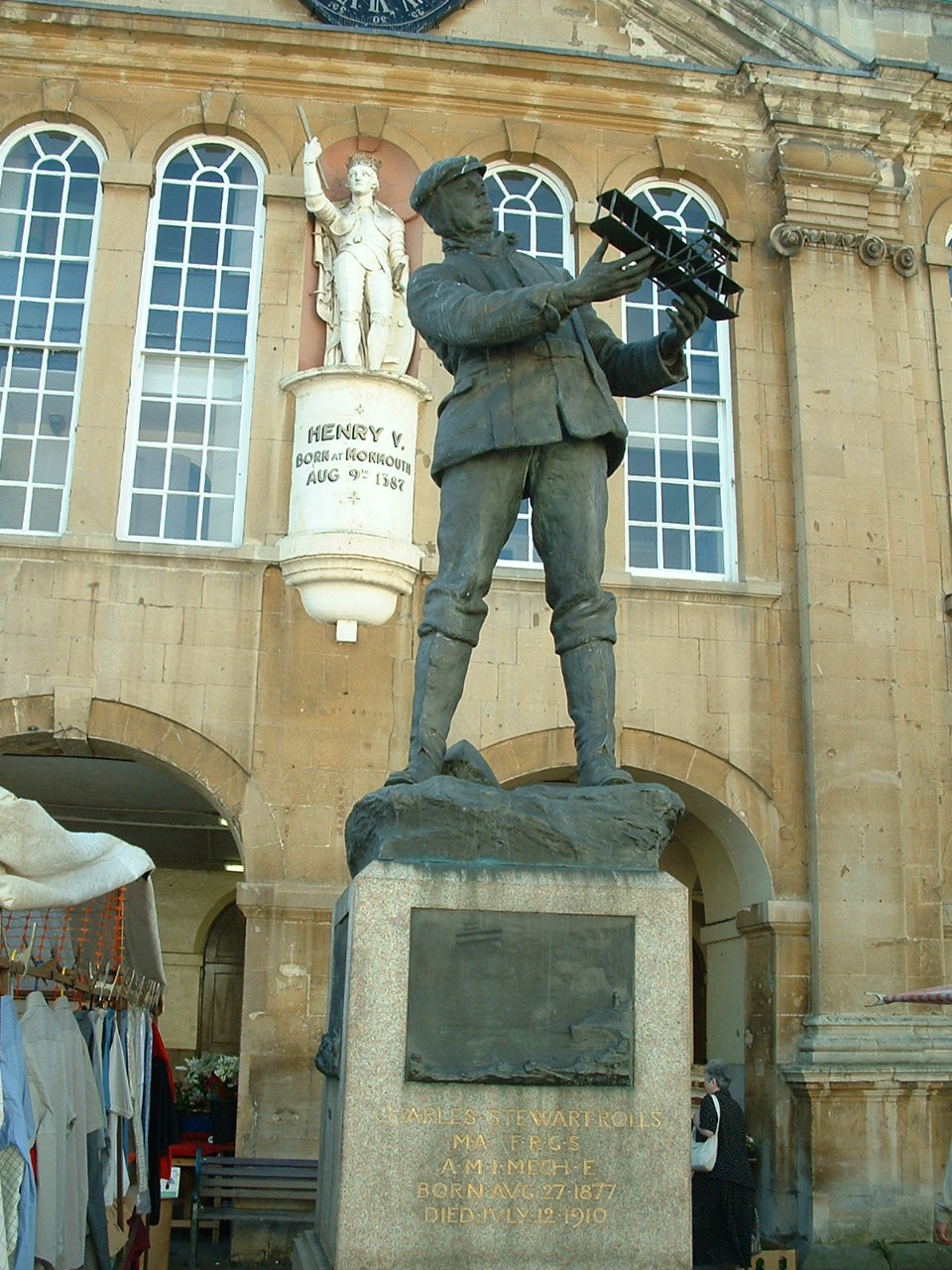
シャイア・ホールにあるチャールズ・ロールズの彫像

ネルソン提督は1802年にモンマスを訪れている。彼はイギリス海軍の艦船建造に使う木材の供給源としてこの一帯の森林の重要性を認識しており、またカイミン・ヒルの近くに彼（および当時の提督たち）を記念する海軍殿堂 (Naval Temple) を建てることに賛成した。1840年、モンマスのシャイア・ホールで、チャーティズムの信奉者のジョン・フロスト、ゼファナイア・ウィリアムズ、ウィリアム・ジョーンズが処刑された。彼らは20人が犠牲になったニューポートの反乱で外患罪に問われ、イギリスで首吊り・内臓抉り・四つ裂きの刑に処せられた最後の例となった。この刑は後にヴァン・ディーメンズ・ランドへの流刑に変更された。1857年から1883年にかけて、モンマスには4つの鉄道が通じていた。すなわちコールフォード・モンマス・アースク・アンド・ポンティプール鉄道、ロス・アンド・モンマス鉄道、ワイ・バレー鉄道、コールフォード鉄道である。これらは全て1917年から1964年にかけて廃止された。
19世紀末から20世紀初めにかけてモンマスは、郊外のザ・ヘンドレに居を構えたロールズ家と縁があった。チャールズ・ロールズは1904年にフレデリック・ヘンリー・ロイスと共同で自動車製造会社のロールス・ロイスを設立したが、1910年に飛行機事故により32歳で他界した。アジンコート・スクエアには、彼を記念した彫像（チャールズ・ロールズ像）が置かれている。サン・マリー教会には巡洋艦モンマスで戦死した乗組員の記念物が置かれている。モンマスは1914年11月1日、チリ沖のコロネル沖海戦でドイツのシャルンホルストとグナイゼナウにより、全乗組員もろとも撃沈された。教会は慰霊祭を毎年行なっている。モンマスの名を冠したイギリス海軍の艦艇は7隻あり、現役のものとしては1991年に就役した23型フリゲートがある。
モンマスは20世紀の殆どの間、比較的落ち着いた閑静な小さな町であった。旅客鉄道の便は1959年に無くなったが、1966年に新しいA40ロードのバイパスが町を通ることによって道路事情が格段に改善され、後ほどモンマスは高速道路網とつながった。これらの道路網の改善が町の発展をもたらし、郊外地域がワイ川とモノウ川を越え、以前の町の中心から南東、西、北へと広がった。

## 地理

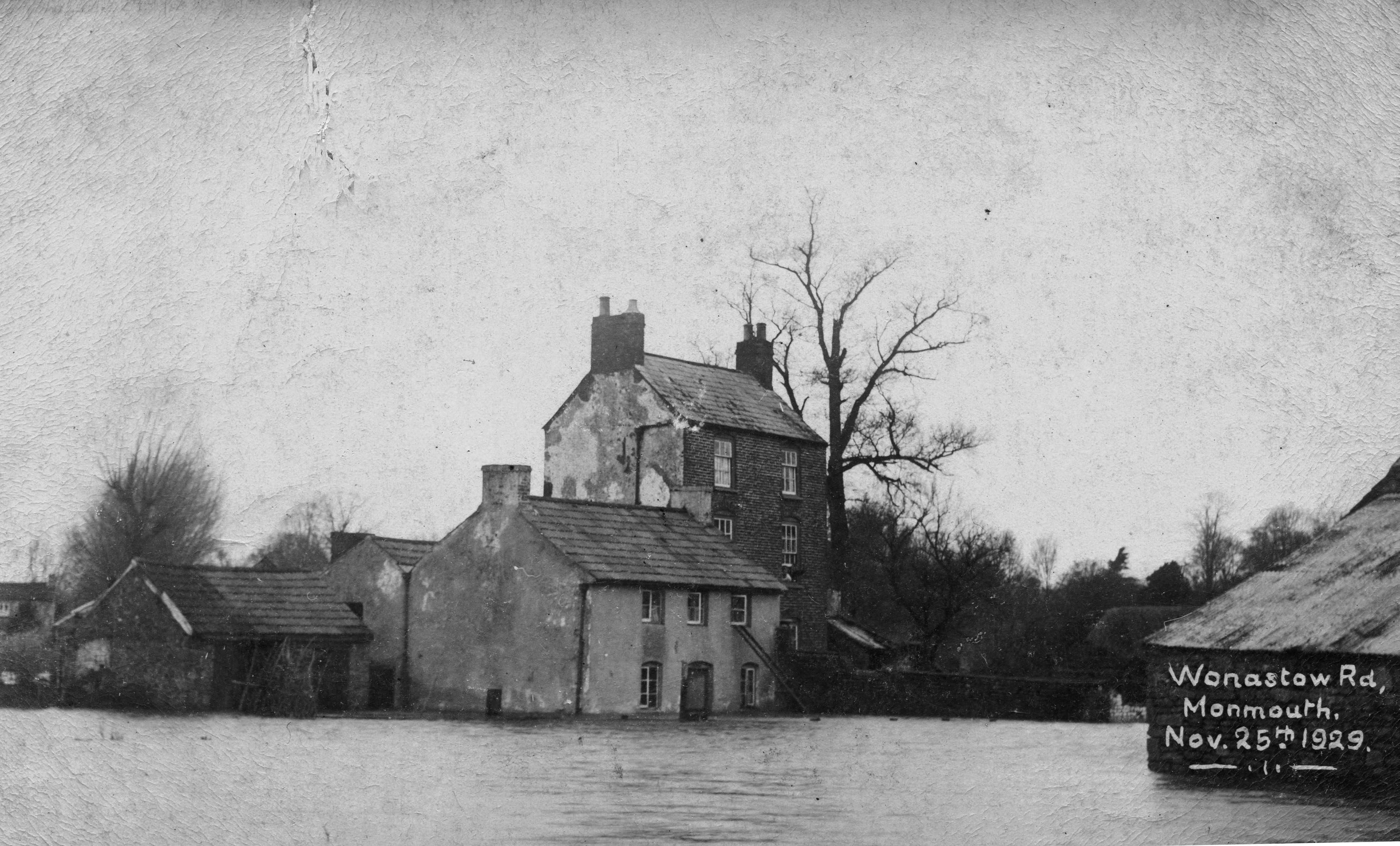
洪水に見舞われたモンマスのウォナストウ・ロード（1929年）

モンマスはデボン紀の旧赤色砂岩の一帯にある。ここでワイ川は支流のモノウ川と合流し、そのすぐ南でより細いトロシー川が西からワイ川に流れ込む。すぐ南で、ワイ川は峡谷に入って同砂岩と石炭紀の石灰岩）を削り込む。町は北、東、南を樹木の生えた丘に囲まれている。それらはバックホルト・ウッド（230メートル）、カイミン・ヒル（260メートル）、ザ・グレイグ（258メートル）であり、西側はより緩やかな起伏が波打っている。町の中心自体はワイ川とモノウ川の氾濫原に挟まれた低い山脚に位置しており、深刻な洪水に何度も襲われてきた。町の南北にある湿地牧草地はそれぞれボクスホール・フィールズ、チッパンハムと呼ばれており、全体としてはまだ開発が進んでいない。
モンマスの気候については、沿岸の影響を受けるセヴァーン川河口と、さらに内陸のより寒冷で乾燥したミッドランズの中間にある。近くにあるロス＝オン＝ワイ気象台によると、日中の平均最高温度は1月に7.3℃、7月に22.0℃であり、年間日照時間は1504時間、年間降水量は706ミリである。

## 交通
モンマスのそばにあるA40ロードは中央分離帯を設けた高速道路 (dual carriageway) であり、サウス・ウェールズのニューポートでM4モーターウェイに接続し、さらにロス＝オン＝ワイでM50 motorwayに接続する。これにより、ウェスト・ミッドランズのウスターの南でM5モーターウェイと接続する。かつてA40ロードは町の中心を通っていたが、1966年にワイ川との間にバイパスが造られた。町の南ではジブラルタル・ヒルの下を短いトンネルが通っており、ワイ渓谷沿いに北東方向へ続いている。町はA466ロードによって南はチェプストウ、北はヘレフォードにつながっている。定期運行バスはヘレフォード、ロス＝オン＝ワイ、コールフォード、チェプストウ、ニューポート、アバーガベニー、それぞれとの間で運行されている。モンマスに近い主な空港としては、66キロメートル離れたブリストル空港、79キロメートル離れたカーディフ空港、193キロメートル離れたロンドン・ヒースロー空港がある。
1964年以降、モンマスに鉄道は通っていない。モンマスの主要駅だったかつてのモンマス・トロイ駅は、鉄道網の一部としての運用が終わった後も長い間、石炭集積駅かつ重量物輸送車の基地として使われていたが、現在は既に解体され、グロスタシャー・ウォリックシャー鉄道のウィンチカム駅に移築された。モンマスのその他の駅としては、町の中心からワイ川を隔てた対岸に建てられたロス・アンド・モンマス鉄道のモンマス・メイヒル駅がある。これは鉄道網の一部としての運用が終わった後も長い間、モンマス製材所・ガス工場として利用された。

## 行政
モンマスは、1996年に定められた22のウェールズの単一地方自治体 (unitary local authorities) のうちの一つであり、モンマスシャー州議会によって統治されている。役場は2012年まではクンブランのクロイスアカイリオグにあったかつてのグウェント・カウンティ・ホールに置かれていたが、現在殆どの職員はアースクとマゴーの事務所で働いている。モンマスはディクストン選挙区（オスバストン、ドリーブリッジ、オーバーモノウ、ウィエシャムからなる）として4名の州議会議員を選出する。現在、その4名は全て保守党である。モンマスはそれ自身の町議会も持っており、4年毎に16名の議員が選出される。

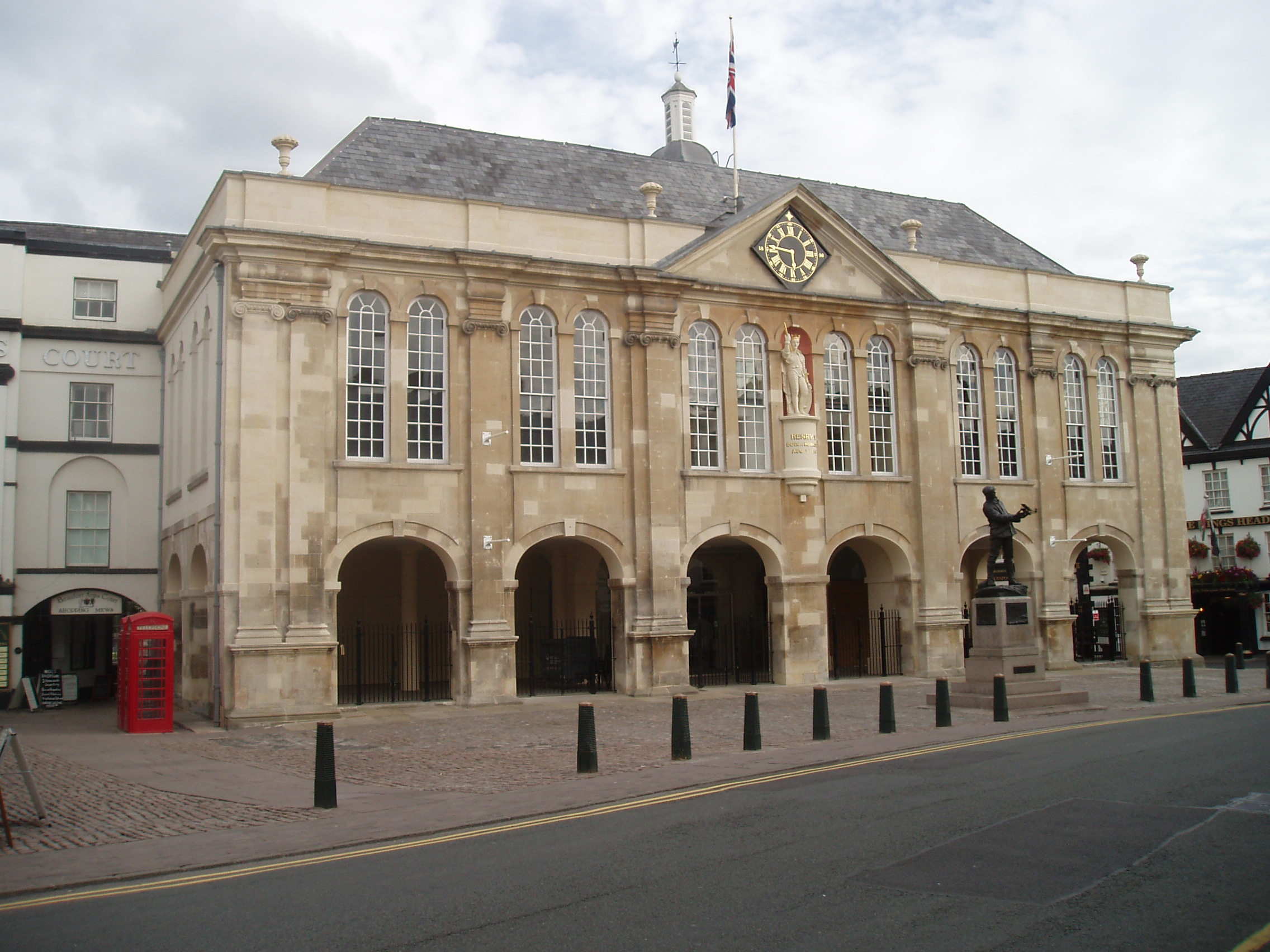
1724年に建てられた、アジンコート・スクエアのシャイア・ホール。巡回裁判所、四季裁判所の法廷が開かれ、1840年の有名なチャーティズム裁判の舞台となった。

モンマスは、中世には町長 (mayor) と選出代議士 (burgesses) を持っており、ヘンリー6世から最初の憲章を授かっている。モンマスシャー・カウンティが成立したのち、モンマスは Hundred of Skenfrith (en) に入れられた。1835年の Municipal Corporations Act (en) の後、モンマスは町長、助役 (aldermen)、議員からなるバラ議会を選出した。1974年にこれは廃止され、モンマスはより広いモンマス自治区の一部となった。この自治区は1988年にモンマス・バラとなり、1996年まではグウェントの5地区のうちの一つであった。
1536年、モンマスは英国議会に初めて議席を持った。この時はモンマスとして1議席、モンマスシャーとして2議席だった。17世紀末までは、この3議席を選ぶ有権者はモンマス、ニューポート、アースクの名誉市民権を持つ住人だけであり、1832年の Reform Act (en) 以降は一般にモンマス・バラがその選挙区とされた。1918年の Representation of the People Act (en) 以降、ニューポートはそれ自身で国会議員選挙区となり、モンマスは新しいモンマス・カウンティ選挙区に組み入れられた。その後の選挙でモンマスはモンマス選挙区の一部となったが、選挙区の境界は何度か変更されている。ここから選出された著名な国会議員としては、実業家のクローショー・ベイリー（1852年-1868年）、財務大臣（1957年-1958年）・保守党党首（1975年-1981年）のピーター・ソーニクロフト（1945年-1966年）、ジョン・ストラドリング・トーマス（1970年-1991年）がいる。近年は殆どの場合、保守党が議席を占めている。現在の議員は2005年に初当選したデビッド・デービスである。ウェールズ議会の選挙においては、モンマスはモンマス選挙区の一部であり、現在の議員はニック・ラムゼイ（保守党）である。欧州議会においては、モンマスはウェールズ選挙区に含まれる。
モンマスシャーは「ウェールズのカウンティ若しくは自治領」とされているが、1535年-1542年の Laws in Wales Acts (en) はその点で例外をもたらした。すなわち（司法権の）管轄が Court of Great Sessions in Wales (en) でなくウェストミンスター裁判所になったのである。教会に関しては、1836年までモンマスはスランダフ教区でなくヘレフォード教区教区に含まれた。これらの例外によって、モンマスはウェールズでなくイングランドの一部であるという認識が広まることになったが、ウェールズの殆どの法律は「ウェールズ及びモンマスシャー」という一節を使って、モンマスにも適用される。
1914年の Welsh Church Act (en) の後、ウェールズ聖公会は1921年にモンマス教区を定めた。1949年、モンマスシャーはウェールズ省の前身であるウェールズ・アンド・モンマスシャー議会の元に置かれた。モンマスを統治上ウェールズの一部として看做すかどうかは、1972年の Local Government Act (en) がモンマスシャーをウェールズの一部とすることで最終的に明確化された。

## 経済

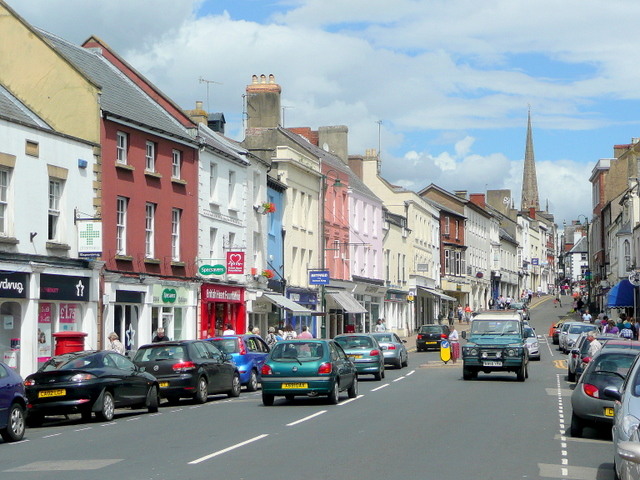
モノウ・ストリート。古くから町の市場が置かれ、現在は主要なショッピング街となっている。

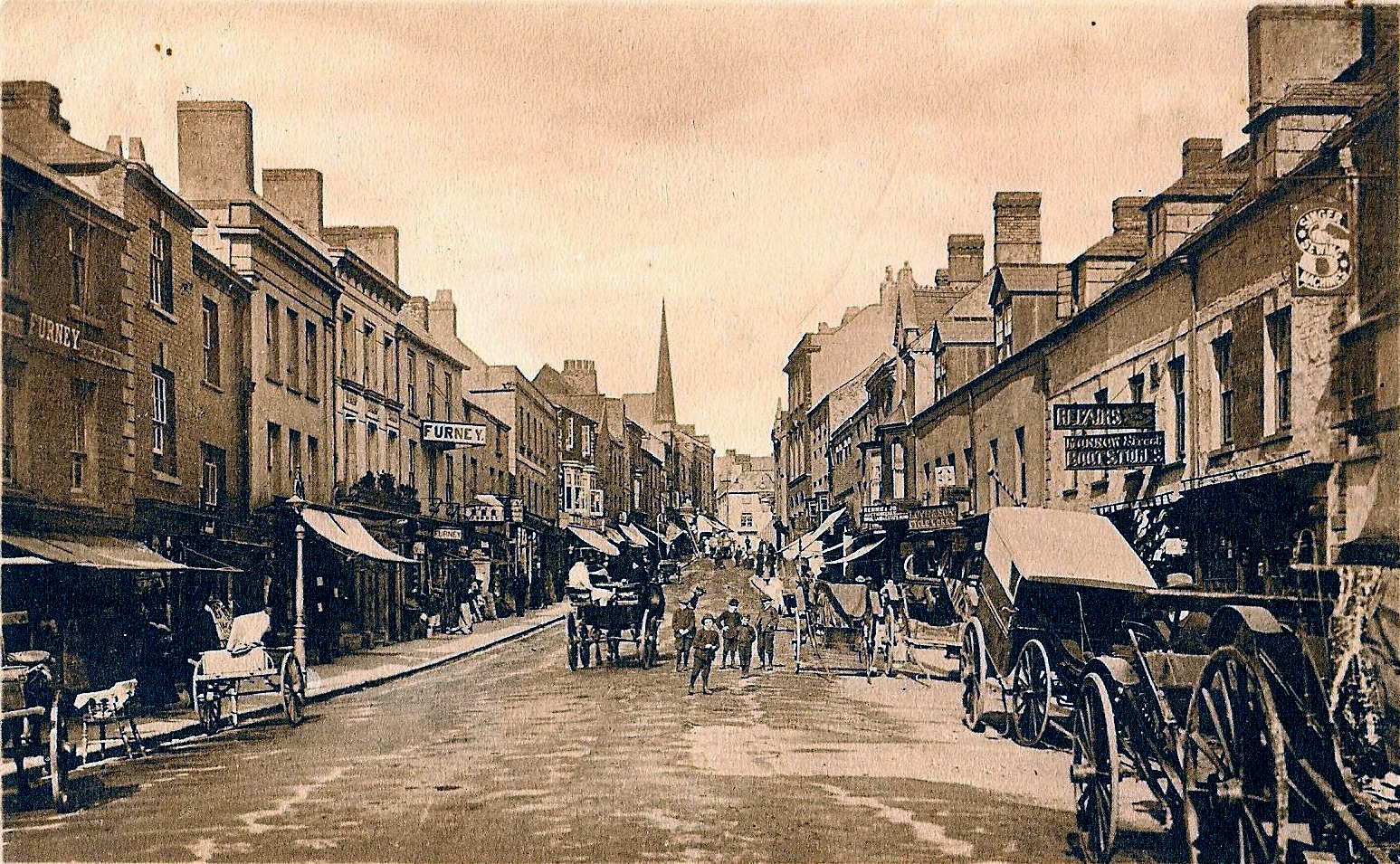
1918年のモノウ・ストリート。

モンマスは当初、製造業よりは市場町および農業の中心地として発展した。初期の発展で羊毛産業が重要となり、15世紀以降は編み物やフェルトで作られた有名なモンマス帽の生産中心地となった。歴史的に、モンマスは鉄とブリキの生産も行なわれており、製紙と穀物加工も行なわれている。モンマスには重要な河港があり、ワイ川にそって倉庫と埠頭があったが、それらはA40ロードのバイパス建設のため取り壊された。
現在のモンマスは、主として第三次産業と観光の中心地であり、道路の便の良さによってウェスト・ミッドランズ、サウス・ウェールズ、ブリストルのより大きな都市へ通勤する住人も増えた。モンマス地区通商会館 (The Monmouth and District Chamber of Trade and Commerce) は、町の商業の隆盛、発展の維持を象徴する建物である。
町には様々な全国チェーン店・独立店があり、その多くはモノウ・ストリートにある。スーパーマーケットとしてはウェイトローズ、コーポレイティブ・フード、マークス&スペンサー・フード、アイスランド、（ウィエシャムの）リドルがある。町には様々な種類の銀行もあり、また独立店のカフェやレストランも多くある。丸石を敷いた歩行者道路となっているチャーチ・ストリートには、工芸品店、書店、昔からの青物商、薬局、コーヒー店、レストランがある。2005年以降、モンマスはフェアトレード・タウンになっている。市場はモノウ橋の近くで定期的に開かれ、アジンコート・スクエアの歴史的な市場街で開かれることもある。町の中心部には非常に多くのパブがあり、具体的には Old Nags Head、Queens Head、Punch House、Griffin、Gloucester、Vinetree、Kings Head Hotel（Wetherspoon 系列）、Three Horseshoes、Green Dragon、Gatehouse といったものがある。
2001年の統計によると、モンマスの就業人口比率において比較的大きな割合を占めているのは小売・卸売業（モンマス/ウェールズ全体で 19.5%/16.3%、以下同）、教育（11.8%/8.1%）、不動産業（10.8%/8.5%）である。逆に製造業（16.5%/17.3% ）、行政機関（4.3%/6.8%）で働く人口は少ない。職業群で見ると、経営者・専門職（30.1%/22.7%）の人口は多く、事務職（8.7%/12.2%）・単純労働（8.7%/10.2%）の人口は少ない。

## 人口
2001年の統計によると、モンマスの人口 (usual resident population) は8,877人である。内訳は、15歳以下が1,760人 (19.8%)、16-29歳が1,227人 (13.8%)、30-44歳が1,687人 (21.1%)、45-59歳が1,849人 (20.8%)、60-74歳が1,386人 (15.6%)、75歳以上が968人 (10.9%) である。年齢の中央値は42である。（ウェールズ全体では39。）モンマスの人口は1961年には5,504人だったが、2001年には8,877人となり、40年で61%増加した。

## 教育と福祉

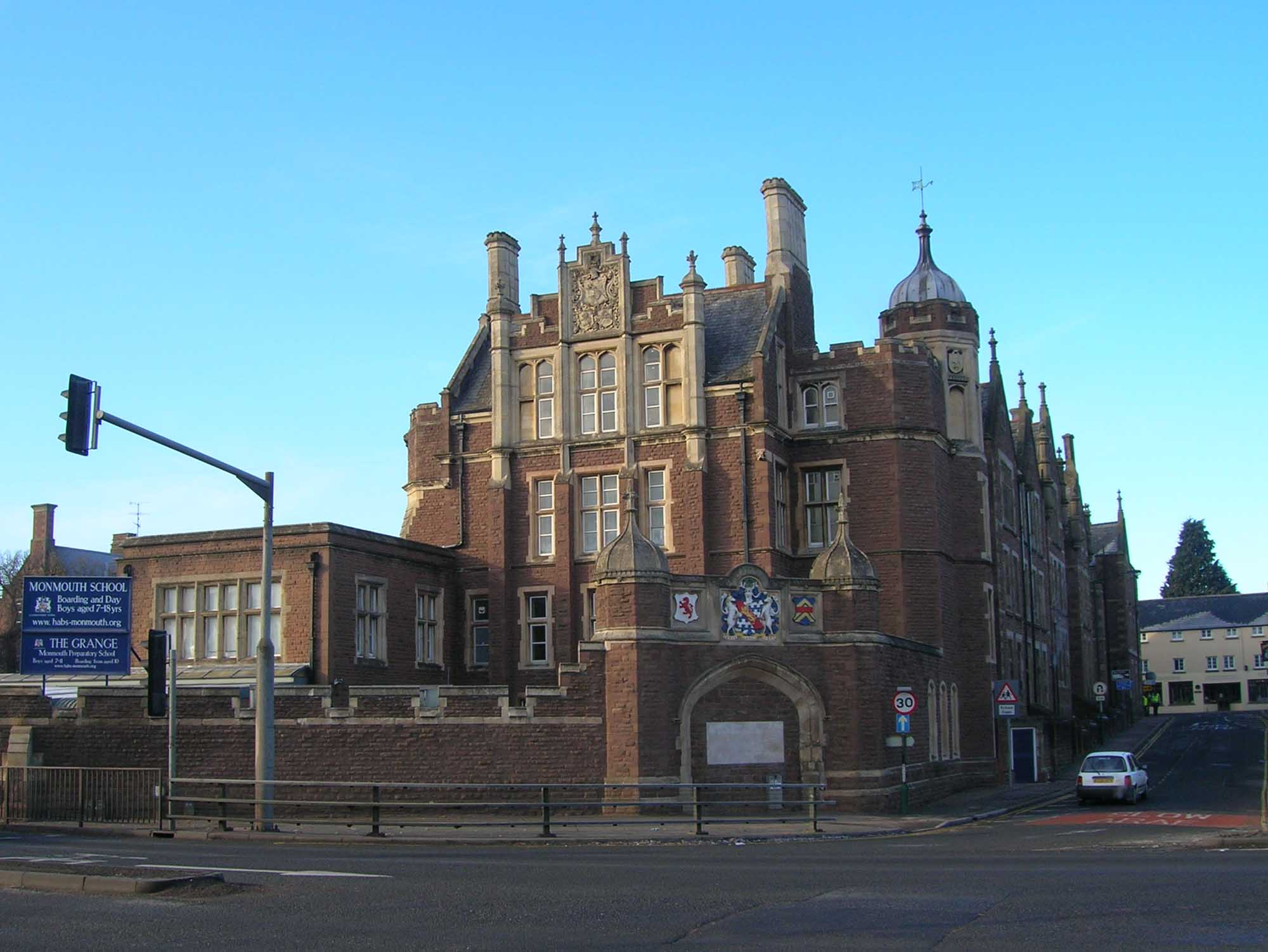
1614年に設立された私立中等学校のモンマス・スクール

オールド・ディクストン・ロードにはモンマス総合中等学校（11-15歳）があり、1,600人の生徒が在籍している。カイミン・ビュー、オスバストン、オーバーモノウには公立小学校（4-10歳）があり、殆どの地域に幼児学校（4-6歳）と初等学校（7-10歳）が置かれている。インデペンデント・スクールにはモンマス・スクールとハバーダッシャーズ・モンマス・スクール・フォー・ガールズの 2 つがある。モンマス・スクールの出身者には、政治家のコリン・モイニハンとデレク・エズラ、国際的ラグビー選手のエディー・バトラーとジョン・グィリアム、障害飛越馬術競技者のデビッド・ブルームがいる。またモンマス・スクールでは元ラグビーウェールズ代表かつブリティッシュ・アンド・アイリッシュ・ライオンズ所属のラグビー選手ジョン・ベヴァンが現在教鞭を執っている。ウェールズ語の教材で教育を受けたいと望むセカンダリ・スクールの生徒は、ポニープールの Ysgol Gyfun Gwynllyw にバスで通学している。ウェールズ語の親子参加型グループとして、Mudiad Ysgolion Meithrin 傘下の "Cylchoedd Ti a Fi" Trefynwy がある。Coleg Gwent はその Learn IT Centre で短期講習を開いている。
モンマスの保険医療サービスは、ウェールズの国民保健サービスに組み込まれており、アナイリン・ビーヴァン衛生局 (Aneurin Bevan Local Health Board) が提供している。モンマス病院は2006年に閉鎖し、今の医療サービスはドライブリッジ・ハウス隣の PFI 病院であるモノウ・ヴェール統合医療・社会介護施設 (Monnow Vale Integrated Health and Social Care Facility) が提供している。

## 宗教
2001年の統計によると、住人の 74.2% がクリスチャン、16.7% が無宗教である。マイノリティとしてはムスリム、シク教徒、仏教徒が各々 0.2% いる。
モンマスには複数の教派がそれぞれ教会を持っている。ウェールズ聖公会のモンマス教区群 (Monmouth Group of Parishes) にあるサン・メアリズ小修道院教会は、毎週定期的に礼拝を行なっている。この教会は、1075年頃にベネディクト会の小修道院 (priory) として設立された。修道院解散令によって1536年に廃墟となったが、1737年に教区教会として再建され、1882年に再度全改修された。この教会の尖塔は町の外からも、また町の中でも人目を惹きつけるものである。この教区群のその他の聖公会の教会には、オーバーモノウのサン・トマス・ザ・マーター教会、そしてミッチェル・トロイ、ウォナストウ、バックホルトの各教会がある。モンマス教区はウェールズ聖公会 6 教区のうちの一つであり、その大聖堂はニューポートのニューポート大聖堂である。ウィエシャムとディクストンの教会は、ウェールズ域内にあるものの、イングランド国教会のもとにあり、ヘレフォード教区に入る。
サン・メアリズ・ローマン・カトリック教会は宗教改革以降初めてウェールズに建てられたカトリック教会であり、その後1778年の Papists Act (en) によってカトリックへの風当たりは弱まった。19世紀には、何度かの拡張工事が行なわれている。モンマス・メソジスト教会は、その外観と内装の建築学的特長で知られる。モンマス・バプテスト教会は1818年に設立されたが、現在の建物は1907年に建てられたものである。ウィエシャムにはクリスチャン・フェローシップ教会がある。

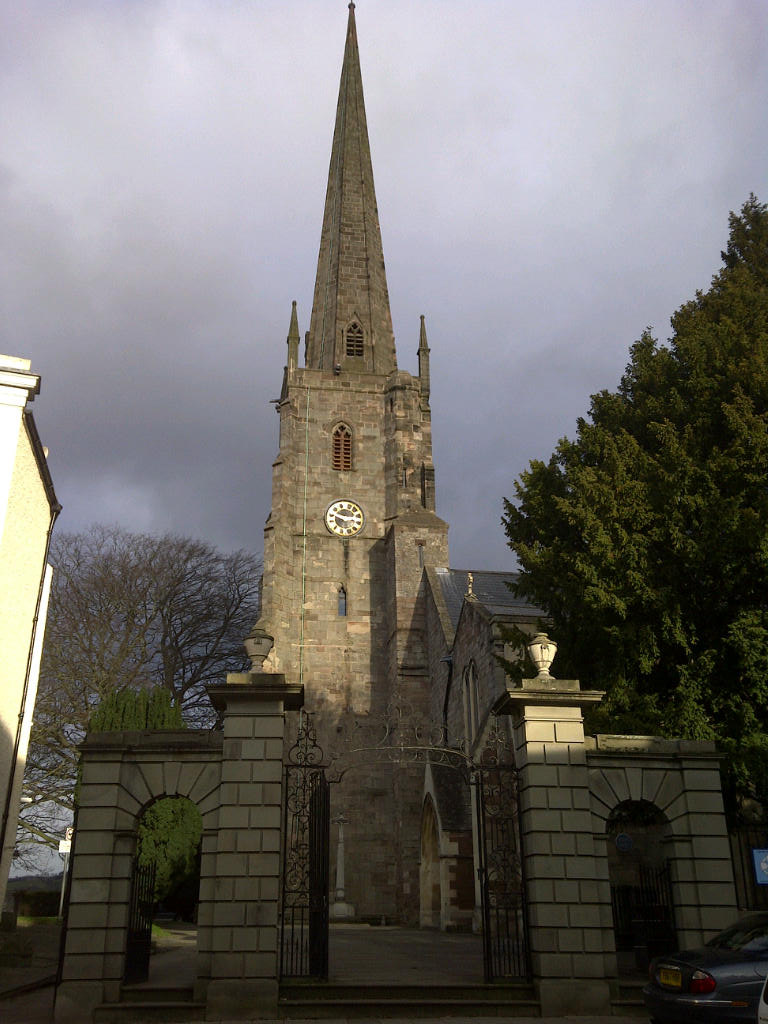
サン・メアリズ小修道院教会（英語版）
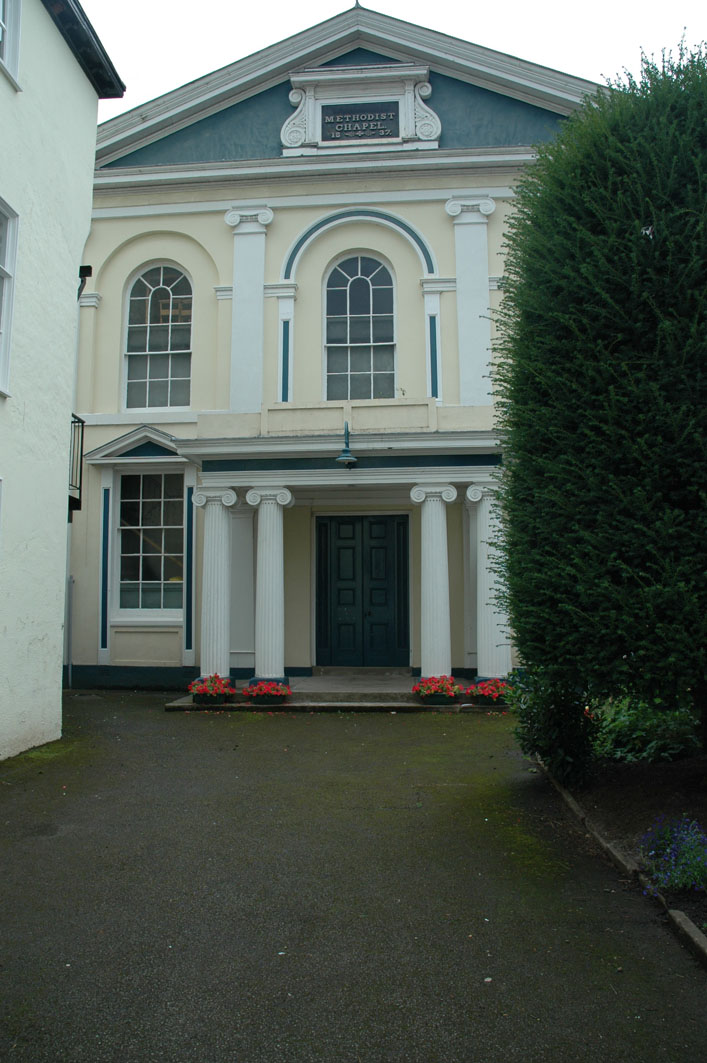
モンマス・メソジスト教会（英語版）
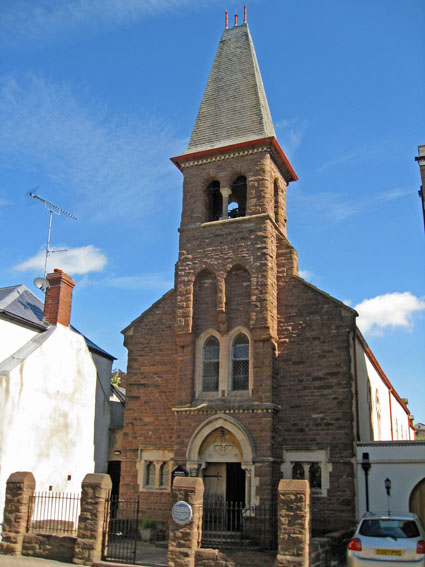
サン・メアリズ・ローマン・カトリック教会（英語版）
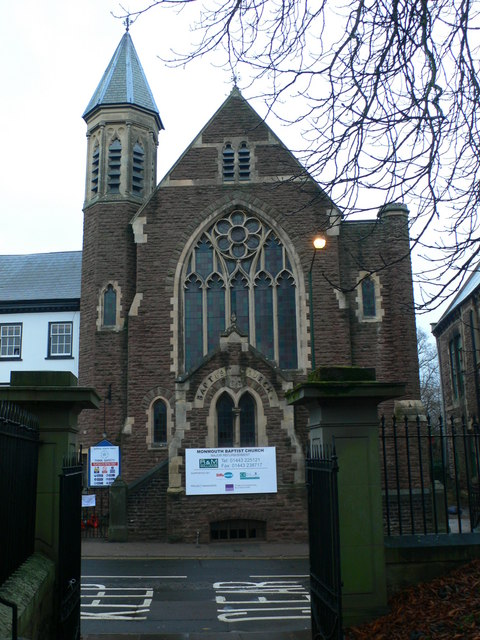
モンマス・バプテスト教会（英語版）
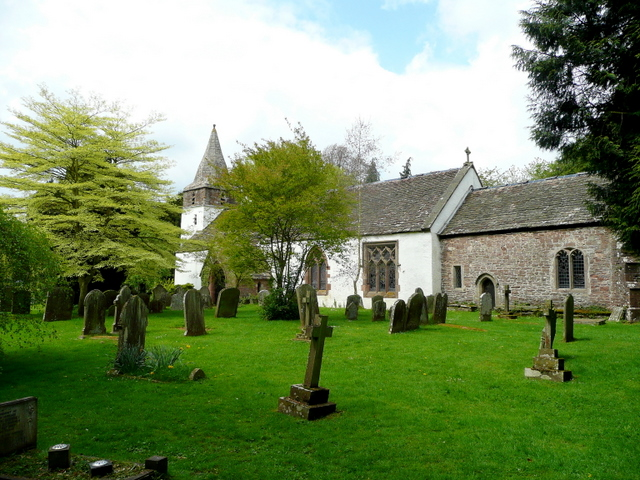
ディクストン（英語版）のサン・ピーターズ教会（英語版）
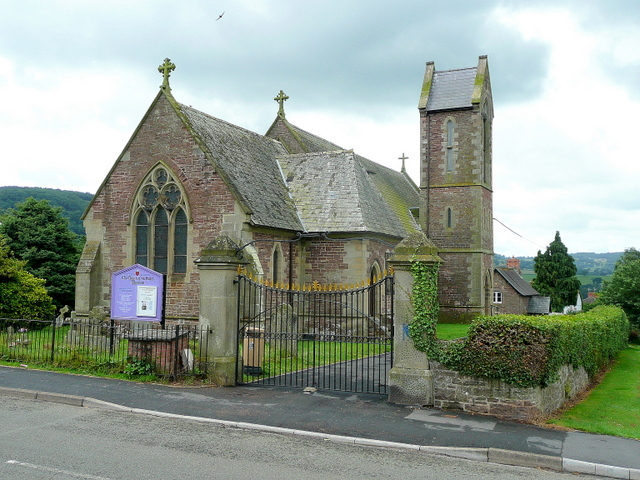
ウィエシャム（英語版）のサン・ジェームズ教会

## 文化と恒例行事

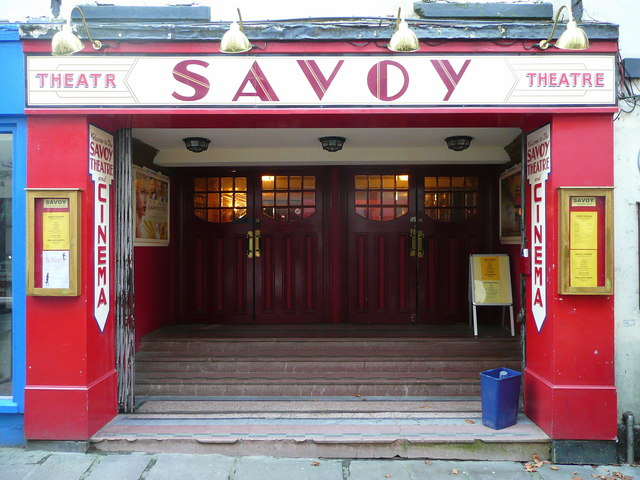
今も使われているウェールズ最古の劇場サヴォイ・シアター

モンマスの小さな歴史的劇場兼映画館のサヴォイ・シアターはチャーチ・ストリートにあり、今も使われている劇場としてはウェールズで最古のものと考えられている。モンマスにはまた、2004年に開館したブレーク・シアターがある。地元の劇団・楽団には、Off Centre Theatre Company、Monmouth Operatic Society、Monmouth Choral Society、そしてイギリス最大の楽団の一つである Merlin Society がある。
モンマスシャー・ショー（かつてのモンマス・ショー）は1919年以降、伝統的に毎年8月の最終火曜日に開かれるが、その歴史は1857年まで遡ることができる。それ以前、町には1790年代に作られた農業組合があり、そこで鋤引き競争が行なわれていた。モンマスシャー・ショーは、農業にまつわる一日限りの催事としてはウェールズ最大のものであり、350以上の出店がある。
モンマス音楽祭は9日間にわたる入場無料の催しであり、1982年から毎年開かれている。また、モンマス婦人祭 (Monmouth Women's Festival) も定期的に開かれている。毎年5月にはボートレースが開かれ、サン・デーヴィズ財団による筏競争も毎年行なわれている。
モンマス博物館は、かつてはネルソン博物館といい、ネルソン提督にまつわる最大コレクションの一つである。これらの品々は、チャールズ・ロールズの母にあたるランガタク夫人から遺譲された。また、ここで展示されている16世紀のモンマス帽は、現存する唯一のオリジナルである。連隊博物館は、小規模ながらグレート・カッスル・ハウス（モンマス城の一角に建てられた、かつてのタウンハウス）の中に1989年に開設された。
モンマスは、フランスのカルボンヌ及びドイツのヴァルトブロンと姉妹都市関係にある。

## スポーツ、レジャー、観光

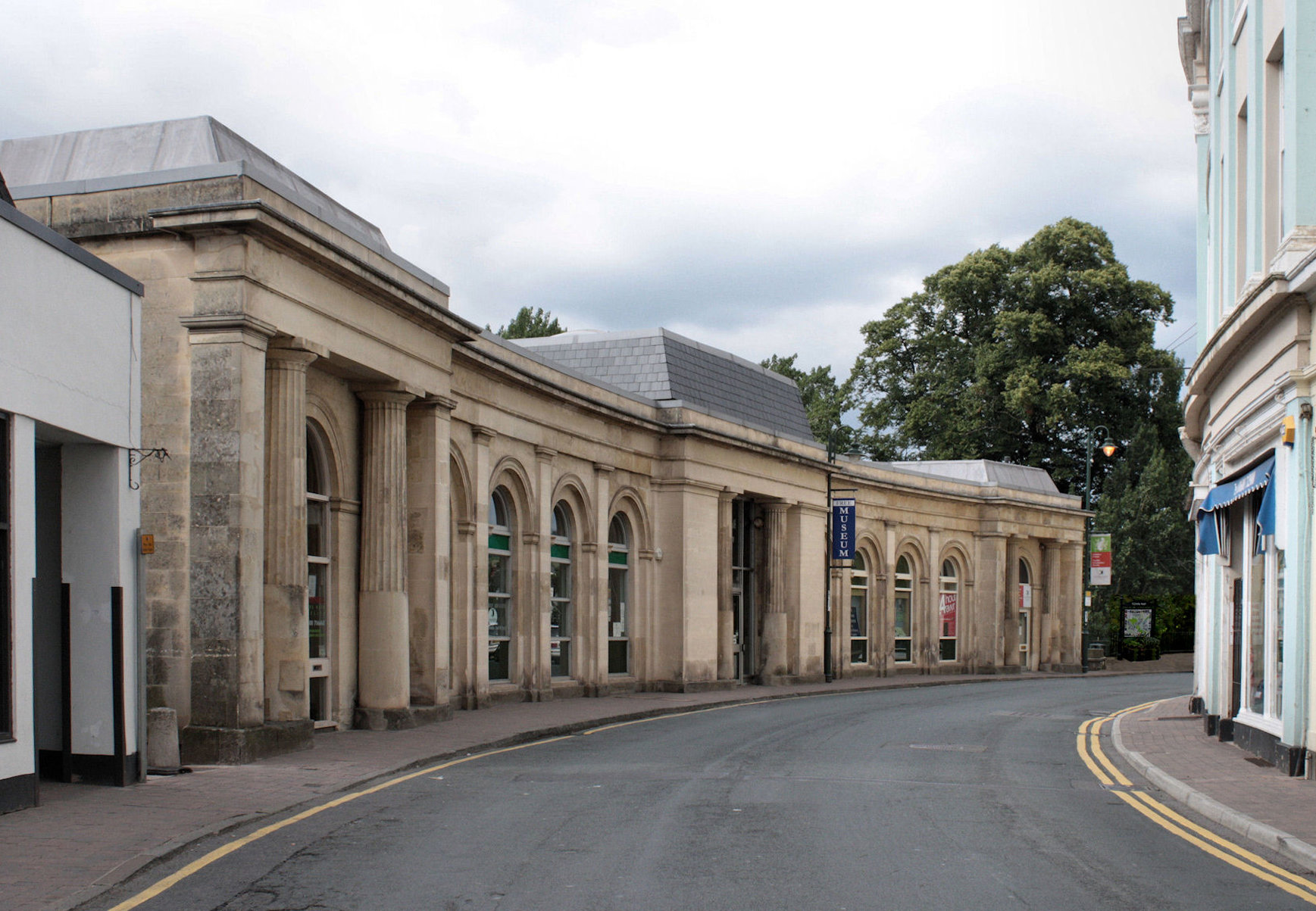
マーケット・ホールには町議会のオフィスとモンマス博物館がある。

モンマスは、サッカークラブのモンマス・タウンFC（1905年頃設立）の本拠地であり、現在のところ比較的順調に運営されている。現在はウェリッシュ・フットボール・リーグ2部に属し、ブルスティアム・ストリートのチッパンハム運動場を使用している。
町には水泳プールがあり、また総合中等学校の所にはレジャー・センターがある。町の外縁には18ホールのゴルフ場が、またザ・ヘンドレにロールズ・ゴルフ・クラブがある。モンマスはまた、ワイ川で活動するモンマス漕艇クラブの本拠地である。クリケット、ボウリング、ラグビーのクラブもある。
モンマスはここ200年にわたり、観光の中心地ともなっている。モンマスはディーンの森とワイ渓谷に近い。町中の名所としては、城、博物館、そしてビジターセンターがあるシャイア・ホールが挙げられる。この一帯はまた、ウォーキング愛好者にも好まれており、チェプストウからノース・ウェールズに至る長い遊歩道のオファス・ダイク・パス、町の中を通り抜けるワイ・バレー・ウォーク、という2つのルートがある。
モンマスは2012年にモンマスペディアというプロジェクトを立ち上げ、QRコードを用いたQRペディアを対象物に貼付して利用者がウィキペディア記事にアクセスできるようにした。このプロジェクトによって、モンマスは「世界初のウィキペディアタウン」と呼ばれることがある。

## 著名人

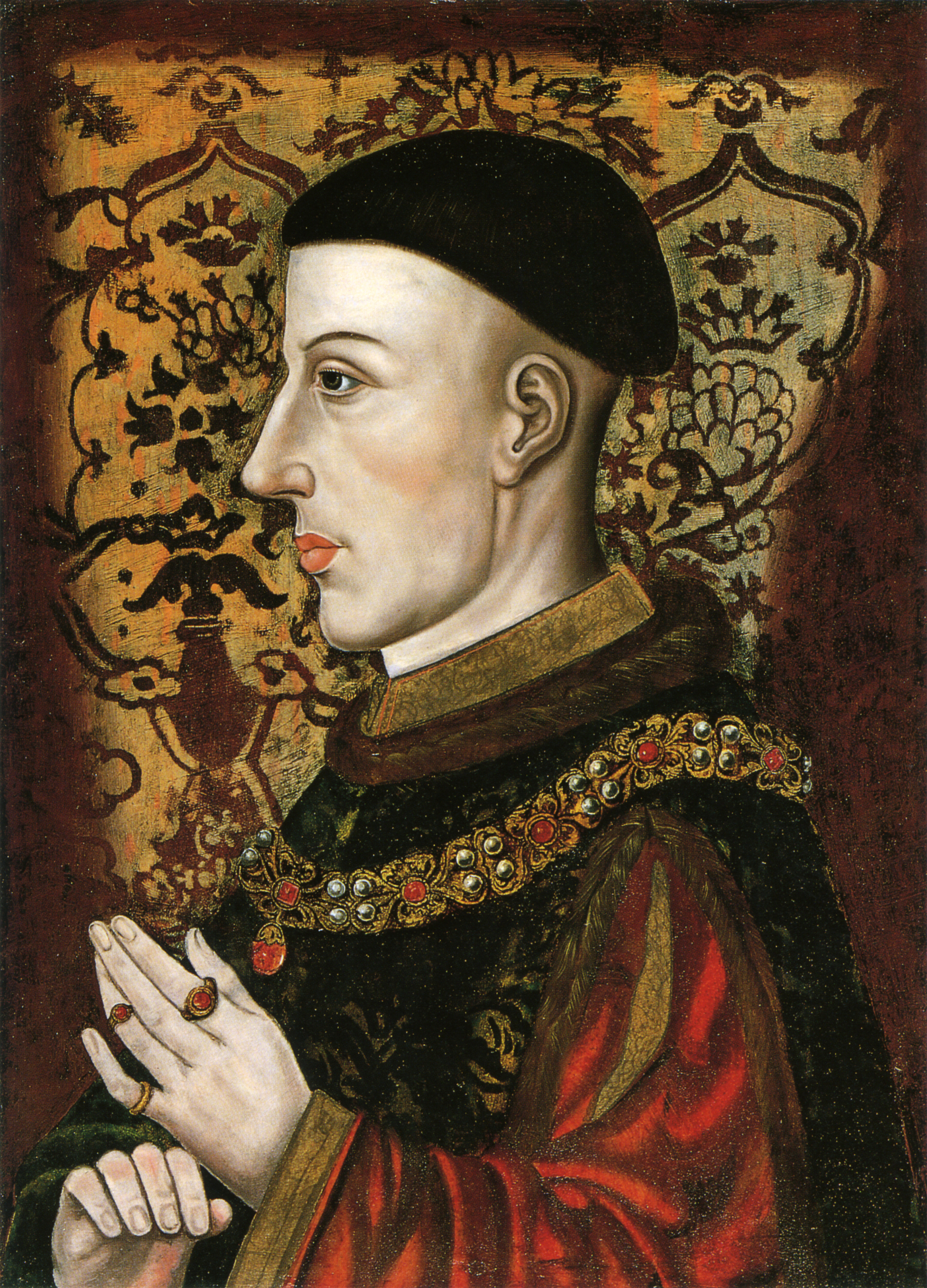
ヘンリー5世

モンマスゆかりの人物として、以下が挙げられる。
オックスフォードで主に活動した司教であり、『ブリタニア列王史』を著したジェフリー・オブ・モンマスは、1100年頃にモンマス一帯で生まれたと考えられている。
ハートフォード伯であり一時はイングランドの統治者となったギルバート・ド・クレアは1295年にモンマス城で没した。
エドワード2世は1326年に短期間、モンマス城に幽閉されている。
ヘンリー5世は1387年にモンマス城で生まれ、1415年のアジャンクールの戦いに勝利した。
イエズス会の僧侶フィリップ・エヴァンスは1645年にモンマスで生まれ、殉教者となった。
郊外にあるロックフィールド・スタジオでは、1975年にクイーンがヒット曲「ボヘミアン・ラプソディ」を、1995年にオアシスがミリオンセラーのアルバム『モーニング・グローリー』を録音している。町に住む音楽家デイヴ・エドモンズは、20年にわたりこのスタジオの常連である。
その他、過去・現在の住人としては、詩人かつシンガーソングライターのジェイク・サッカレー、歴史家かつテレビ解説者のソール・デイヴィッド、占星術師ラッセル・グラントがいる。

## ギャラリー

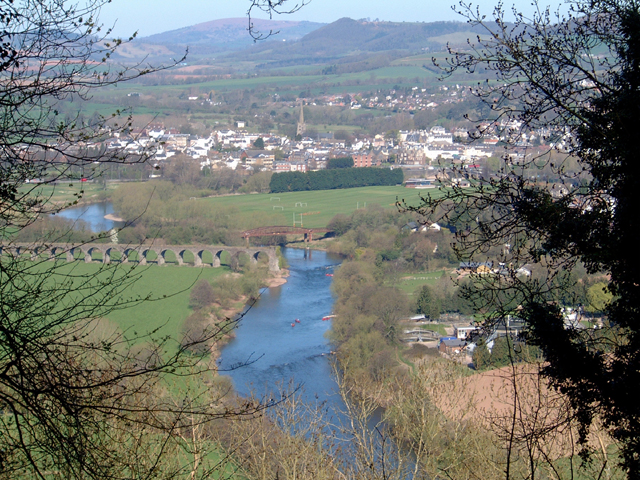
ワイ渓谷（英語版）のペナルト（英語版）から見たモンマス高架橋（英語版）と街区
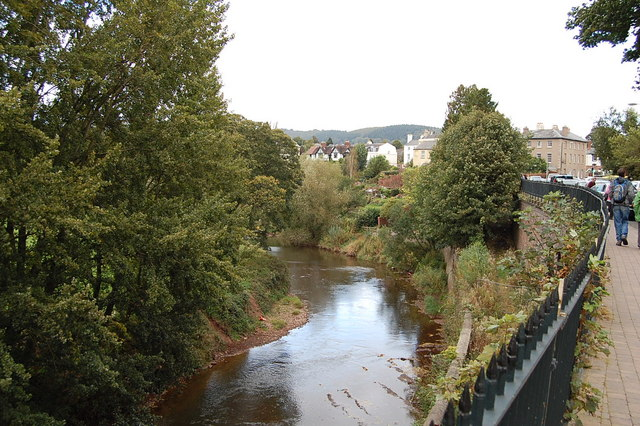
モンマスのモノウ川
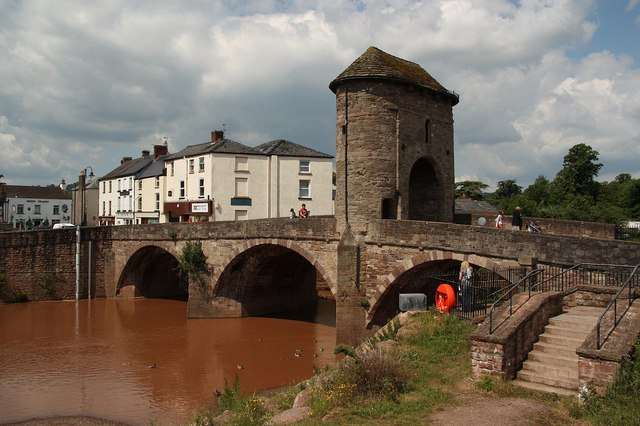
ワイ川に架かるモノウ橋
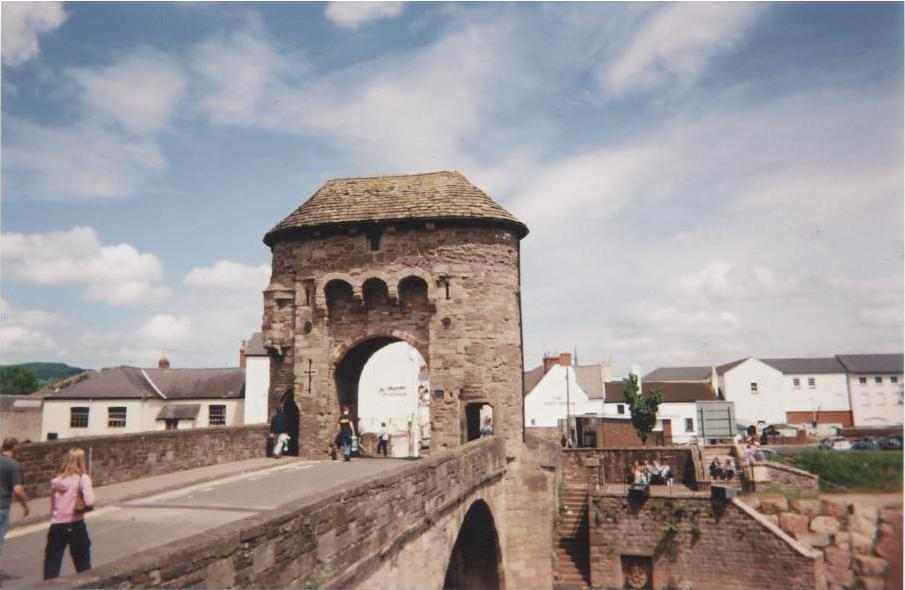
別角度から見た中世のモノウ橋
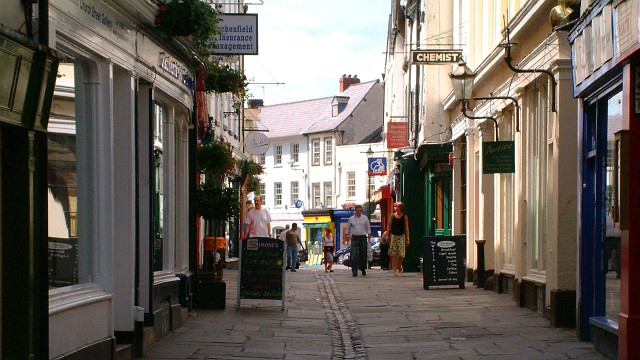
歩行者天国のショッピング街となっているチャーチ・ストリート（英語版）
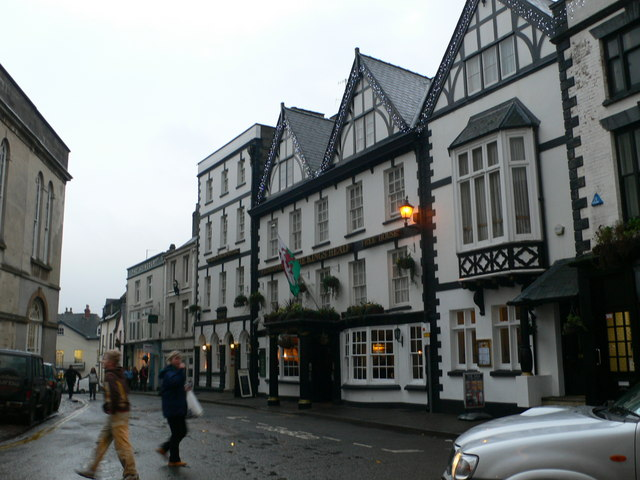
アジンコート・スクエアの一角。中央がキングス・ヘッド・ホテル（英語版）。
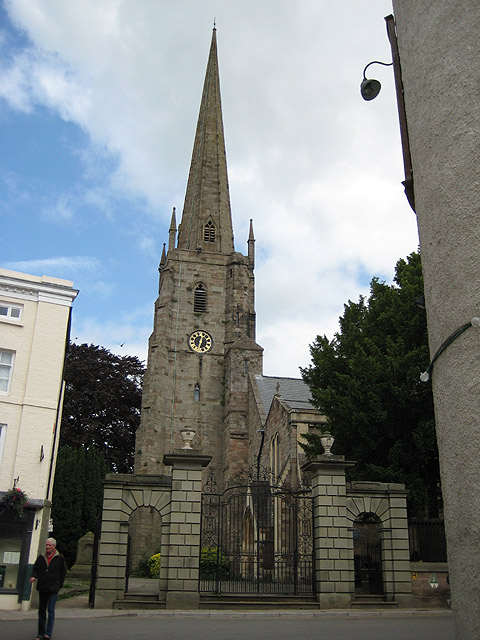
サン・メアリズ小修道院教会（英語版）
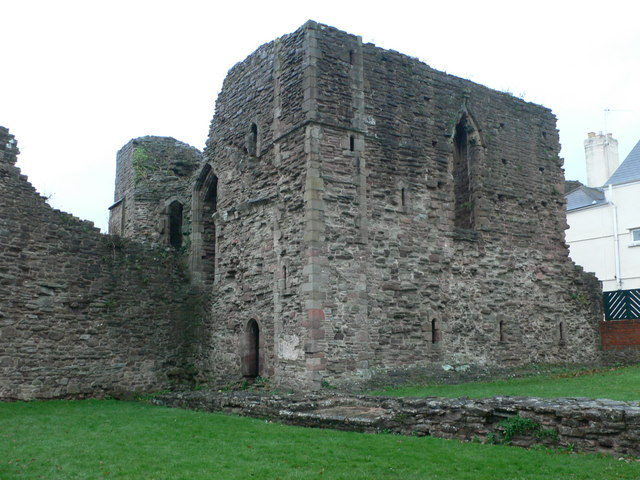
モンマス城の大塔 (Great Tower) の跡
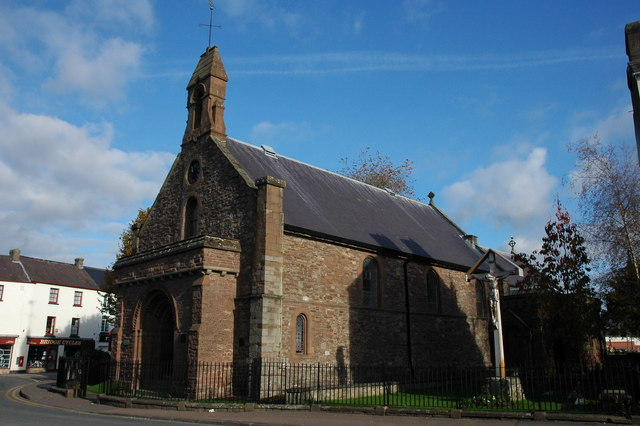
オーバーモノウ（英語版）のサン・トマス・ザ・マーター教会（英語版）
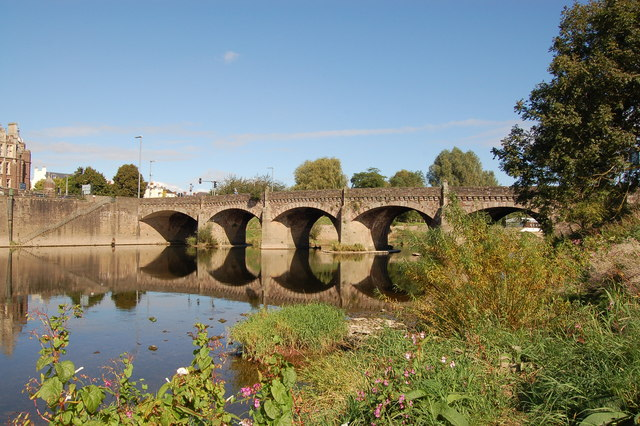
ワイ川に架かる橋
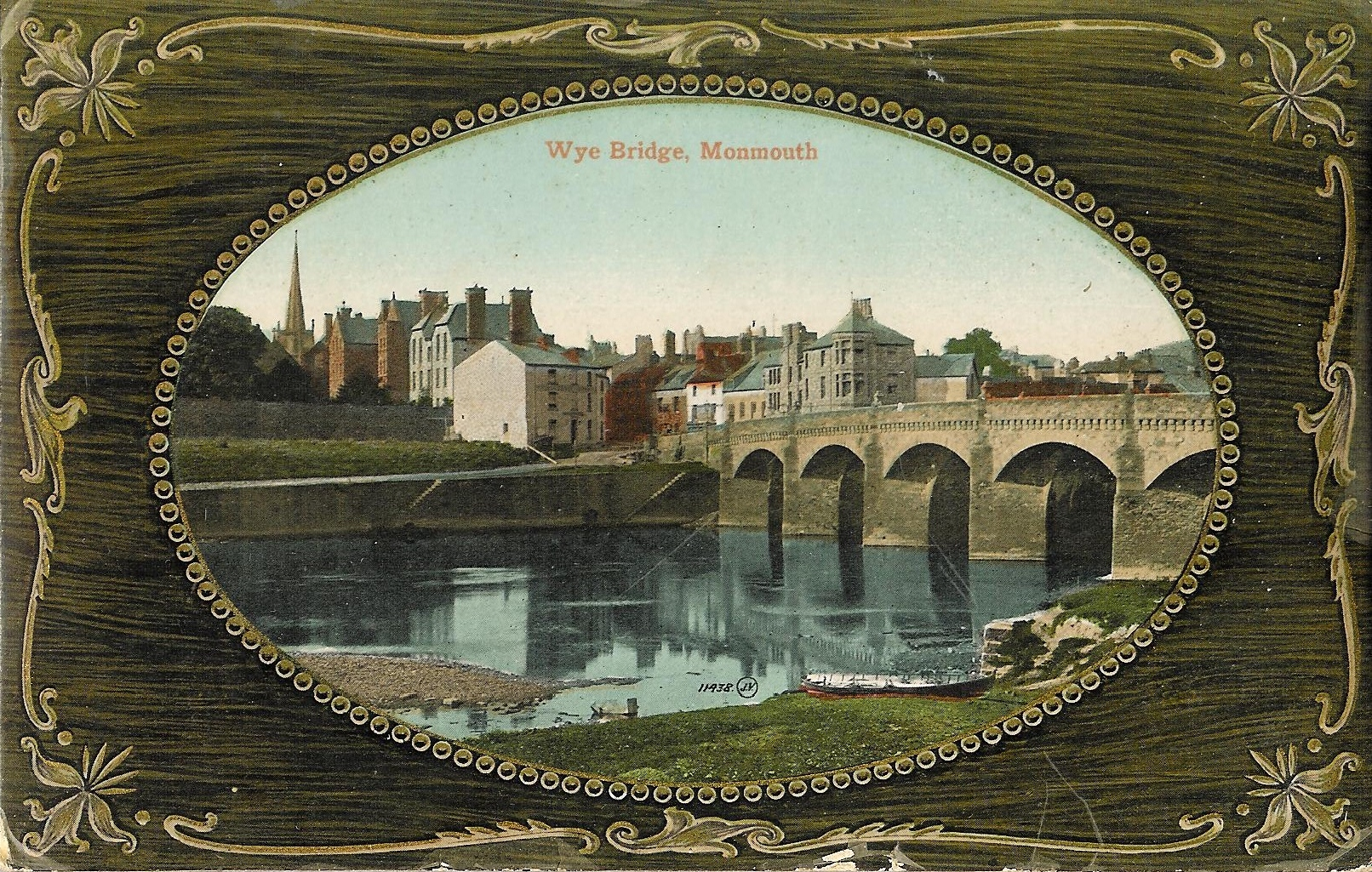
1910年のワイ橋の絵葉書
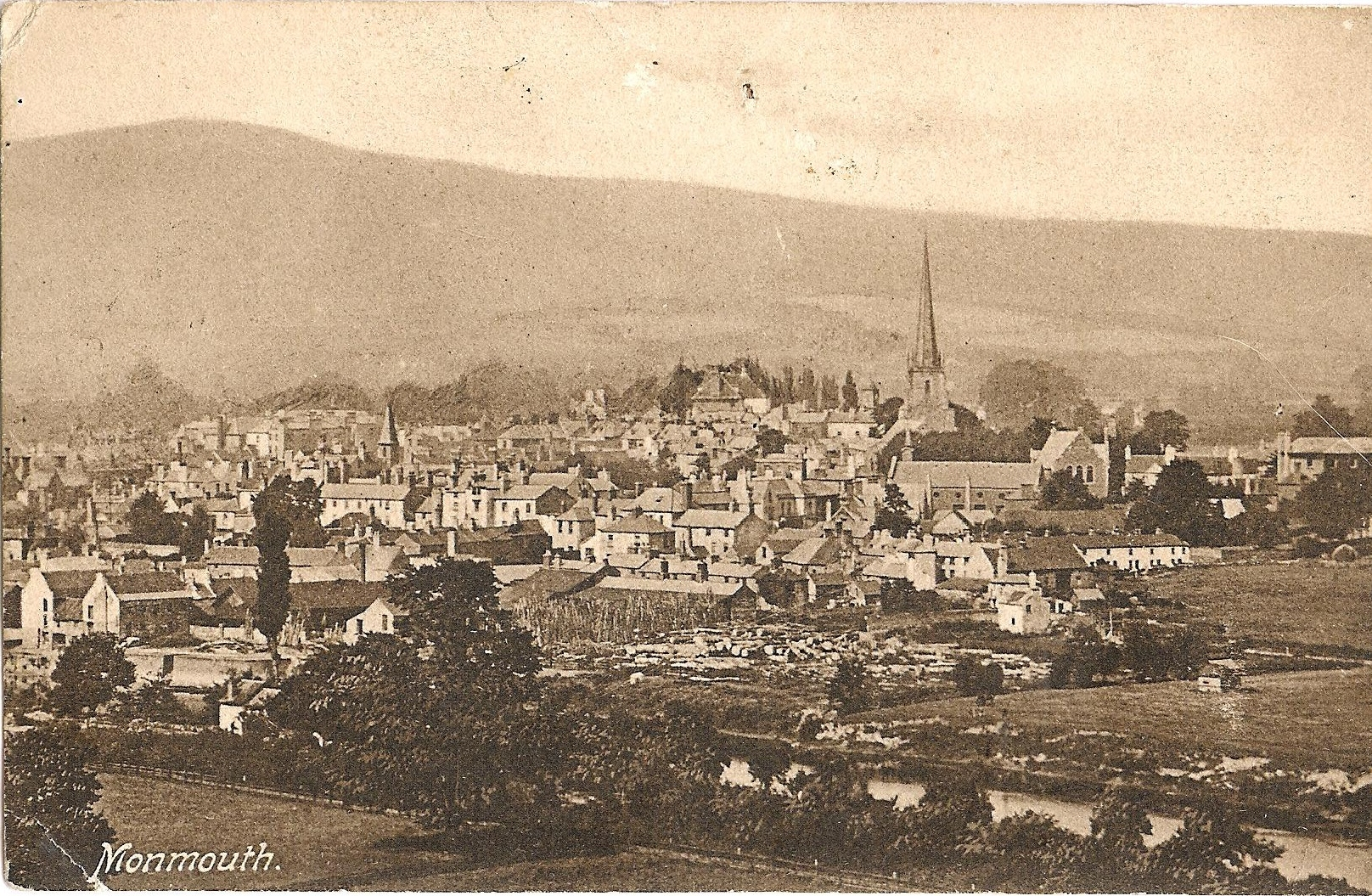
モンマスの眺望（1912年）
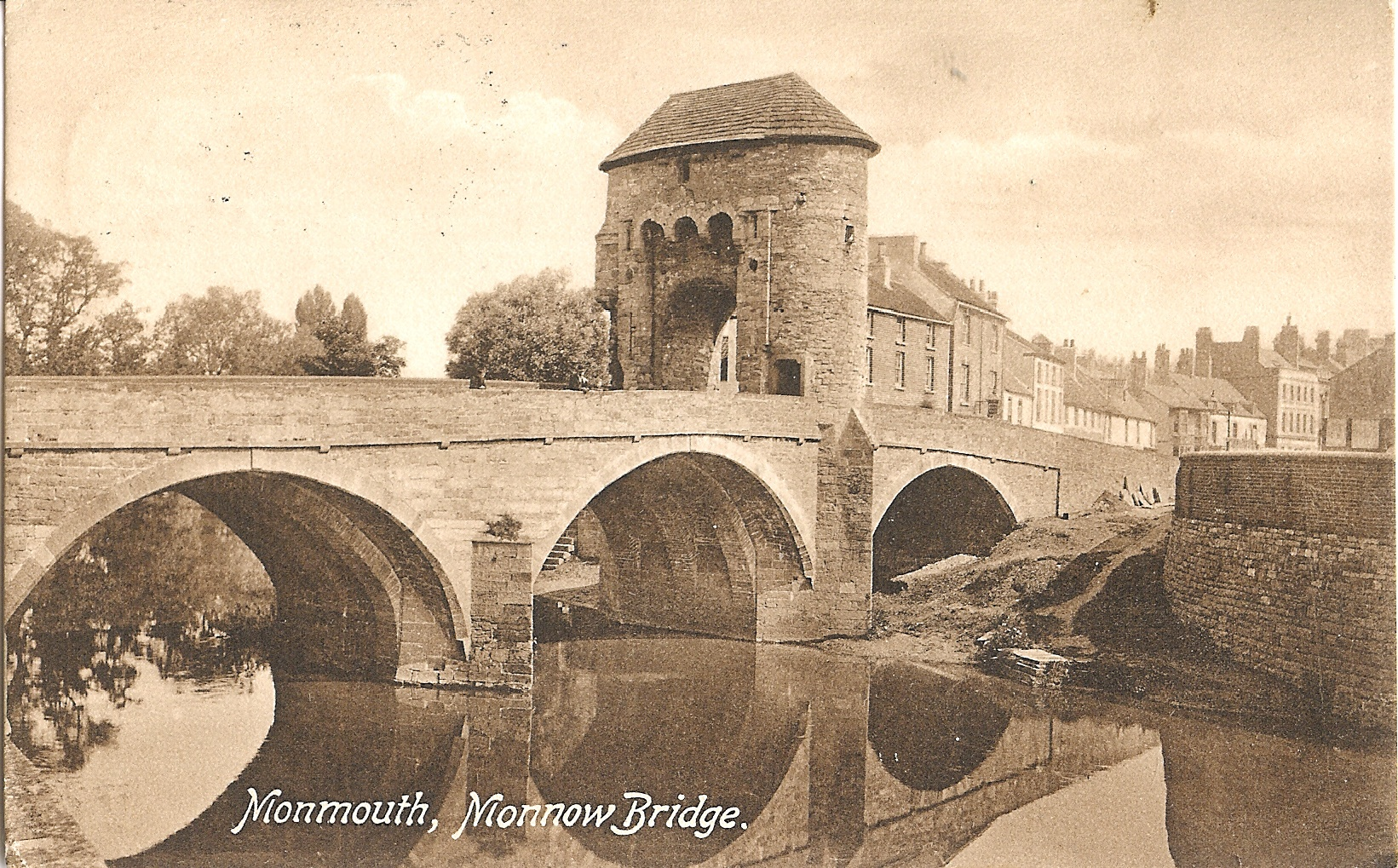
モンマス橋と門楼（1915年）
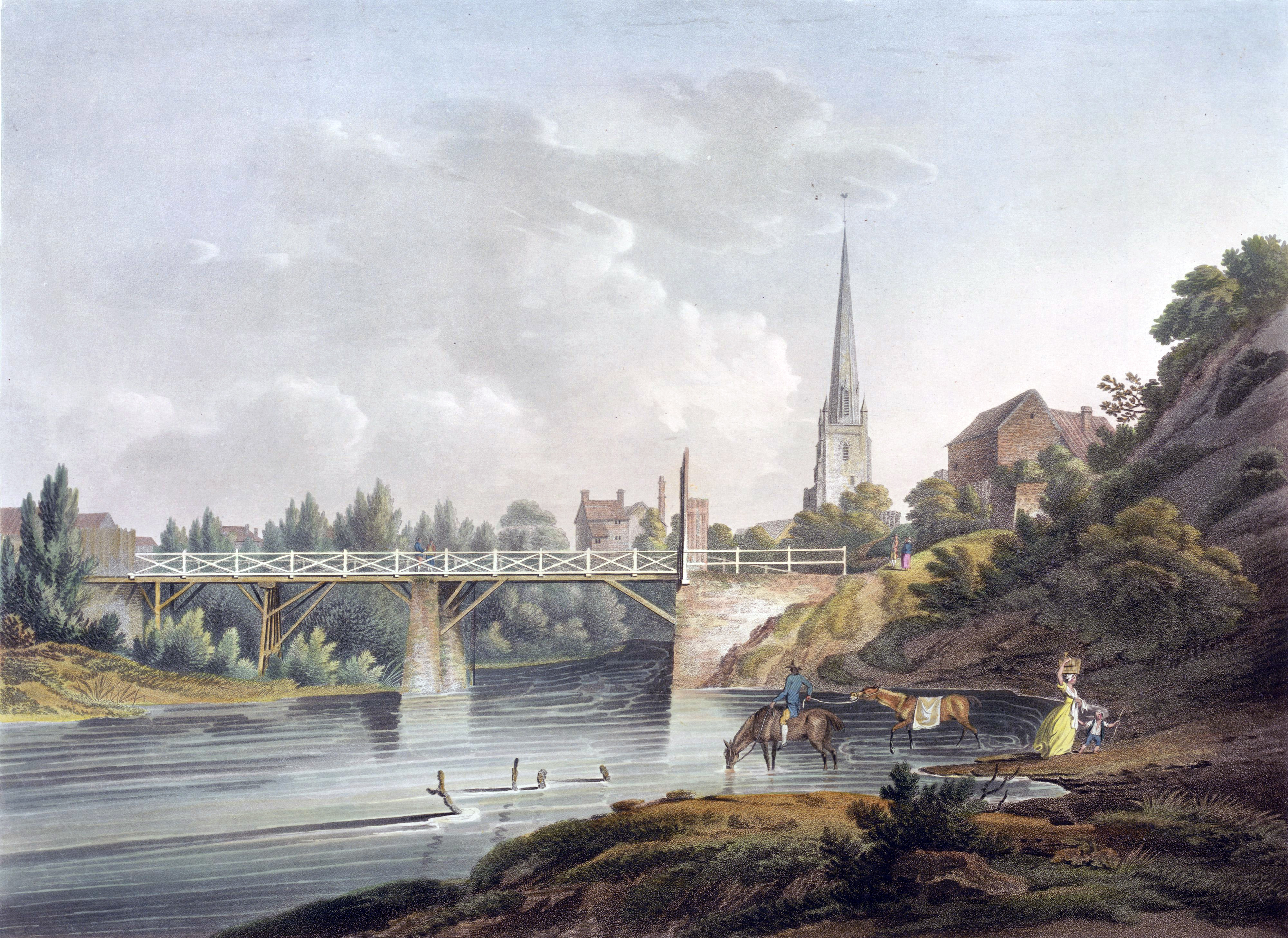
モノウ川から見たモンマス（1799年）
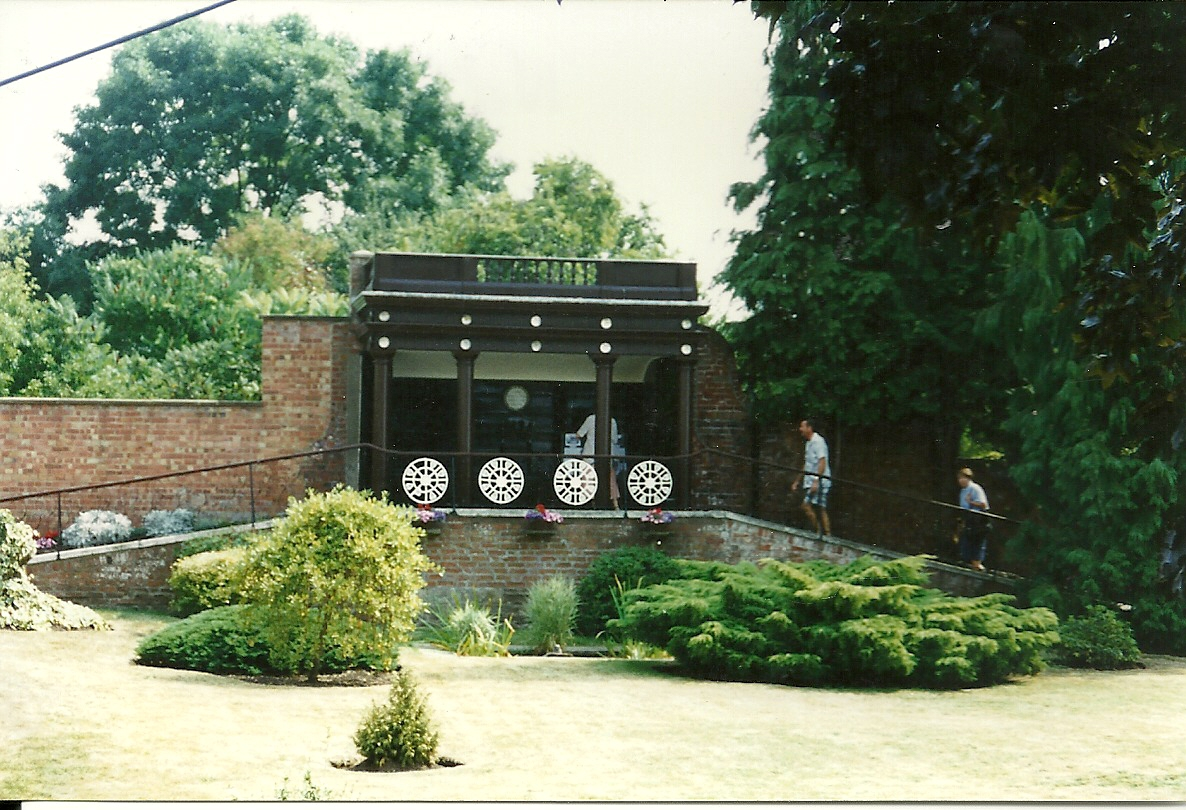
ネルソン・ガーデン（英語版）